# Campeonato Clausura 2020 (Costa Rica)
El Campeonato Clausura 2020 fue la edición 114.ª del campeonato de liga de la Primera División del fútbol costarricense, que concluyó la temporada 2019-20. Fue el último torneo que cada club pudo disponer de cuatro extranjeros en su nómina.
El dedicado del torneo fue para la familia Wanchope Watson, conformada por Vicente, Javier, Carlos y Paulo.
El campeonato tuvo una suspensión de 65 días entre marzo y mayo debido a la pandemia por coronavirus, siendo este el cuarto parón más largo en la historia del fútbol costarricense.

## Sistema de competición
El torneo de la Liga Promerica está conformado en dos partes:
- Fase de clasificación: Se integra por las 22 jornadas del torneo.
- Fase final: Se integra por los cuatro clubes mejor ubicados.

### Fase de clasificación
En la fase de clasificación se observará el sistema de puntos. La ubicación en la tabla general está sujeta a lo siguiente:
- Por juego ganado se obtendrán tres puntos.
- Por juego empatado se obtendrá un punto.
- Por juego perdido no se otorgan puntos.

En esta fase participan los 12 clubes de la Liga Promerica jugando en cada torneo todos contra todos durante las 22 jornadas respectivas, a visita recíproca.
El orden de los clubes al final de la fase de calificación del torneo corresponderá a la suma de los puntos obtenidos por cada uno de ellos y se presentará en forma descendente. Si al finalizar las 22 jornadas del torneo, dos o más clubes estuviesen empatados en puntos, su posición en la tabla general será determinada atendiendo a los siguientes criterios de desempate:
1. Mayor diferencia positiva general de goles. Este resultado se obtiene mediante la sumatoria de los goles anotados a todos los rivales, en cada campeonato menos los goles recibidos de estos.
2. Mayor cantidad de goles a favor, anotados a todos los rivales dentro de la misma competencia.
3. Mejor puntuación particular que hayan conseguido en las confrontaciones particulares entre ellos mismos.
4. Mayor diferencia positiva particular de goles, la cual se obtiene sumando los goles de los equipos empatados y restándole los goles recibidos.
5. Mayor cantidad de goles a favor que hayan conseguido en las confrontaciones entre ellos mismos.
6. Como última alternativa, la UNAFUT realizaría un sorteo para el desempate.

### Fase final
Los cuatro clubes calificados para esta fase del torneo serán reubicados de acuerdo con el lugar que ocupen en la tabla general al término de la jornada 22, con el puesto del número uno al club mejor clasificado, y así hasta el número cuatro. Al equipo líder se le otorga un lugar para una eventual final en caso de no ganar la segunda ronda, de lo contrario se proclamaría campeón automáticamente. Los partidos a esta fase se desarrollarán a visita, en las siguientes etapas:
- Semifinales
- Final de segunda ronda
- Gran final

Los clubes vencedores en los partidos de semifinal serán aquellos que en los dos juegos anoten el mayor número de goles. De existir empate en el número de goles anotados, la posición se definirá a favor del club con mayor cantidad de goles a favor cuando actúe como visitante. Si persiste la igualdad en los marcadores, se darán treinta minutos de tiempo suplementario en los cuales ya no valdría la regla de gol de visita. Los equipos tendrán derecho a una sustitución adicional y si vuelve a haber empate, los lanzamientos desde el punto de penal definirán al vencedor.
Los partidos de semifinales se jugarán de la siguiente manera:
En las finales participarán los dos clubes vencedores de las semifinales, donde el equipo que cierra la serie será aquel que haya conseguido la mejor posición en la tabla.
Disputará el título, mediante una gran final, el club que haya superado las dos series incluyendo al conjunto que fue líder de la clasificación. Esta última etapa puede evitarse si el equipo líder vence en estas dos instancias, quedando campeón de forma automática. Para la gran final, la regla de gol de visita ya no tendría efecto y el líder se asegura la localía en el juego de vuelta. El ganador se asegura un cupo a los octavos de final de la Liga Concacaf 2020.

## Justicia deportiva
Los árbitros de cada partido son designados por una comisión creada para tal objetivo e integrada por representantes de la Federación Costarricense de Fútbol. Para este torneo, los colegiados de la categoría son los siguientes (se muestra entre paréntesis su nombramiento internacional y el año desde que recibieron la distinción). El símbolo  indica a los árbitros que no pasaron las pruebas físicas efectuadas previo al inicio del torneo.
- Adrián Chinchilla Chaves
- Brayan Cruz Miranda
- Cristian Rodríguez Rodríguez
- Hugo Cruz Alvarado
- Keylor Herrera Villalobos (árbitro FIFA) (2019)
- Marianela Araya (árbitro FIFA) (2014)
- Andrey Vega Chinchilla
- Jesús Montero Fuentes
- Pedro Navarro Torres
- Reinaldo Sequeira Fallas
- Adrián Elizondo Badilla
- Allen Quirós
- Rigo Prendas González
- Danny Lobo Rodríguez
- Josué Ugalde Aguilar
- David Gómez Araya
- Geiner Zúñiga Molina
- Isaac Mendoza Cárdenas
- Álvaro Acuña Torres
- Benjamín Pineda (árbitro FIFA) (2019)
- Carlos Salazar Obando
- Christian Hernández Arias
- Henry Bejarano Matarrita (árbitro FIFA) (2011)
- Jimmy Torres Taylor
- Juan Gabriel Calderón (árbitro FIFA) (2017)
- Ricardo Montero Araya (árbitro FIFA) (2011)
- Steven Madrigal Fallas
- William Matus Vargas

### Uniformes
| Uniforme Arbitral Rosa | Uniforme Arbitral Amarillo | Uniforme Arbitral Naranja | Uniforme Arbitral Gris |

## Equipos participantes

### Información de los equipos
| Equipo        | Entrenador                 | Ciudad                  | Estadio                      | Capacidad | Fundación       | Patrocinador         | Kit           | Canal |
| ------------- | -------------------------- | ----------------------- | ---------------------------- | --------- | --------------- | -------------------- | ------------- | ----- |
| Alajuelense   | Andrés Carevic             | Alajuela                | Morera Soto                  | 17 700    | 1919 (106 años) | Kölbi                | Kelme         |       |
| Cartaginés    | Hernán Medford             | Cartago                 | "Fello" Meza                 | 8 831     | 1906 (119 años) | Mucap                | Joma          |       |
| Grecia        | Fernando Palomeque         | Grecia, Alajuela        | Allen Riggioni               | 3 354     | 1998 (26 años)  | Super Rosvil         | Living Sport  |       |
| Guadalupe     | Géiner Segura              | Goicoechea, San José    | "Coyella" Fonseca            | 4 200     | 2017 (8 años)   | Tigo                 | ProSport      |       |
| Herediano     | José Giacone               | Heredia                 | Rosabal Cordero              | 8 068     | 1921 (104 años) | Blu Smartphones      | Umbro         |       |
| Jicaral       | Erick Rodríguez Santamaría | Jicaral, Puntarenas     | Asociación Cívica Jicaraleña | 1 500     | 2007 (18 años)  | Tigo                 | ProSport      |       |
| La U          | Marvin Solano              | Desamparados, San José  | "Cuty" Monge                 | 4 000     | 2019 (6 años)   | Tigo                 | Living Sport  |       |
| Limón         | Luis Fernando Fallas       | Limón                   | Juan Gobán                   | 2 349     | 1961 (64 años)  |                      | Living Sport  |       |
| Pérez Zeledón | Johnny Chaves              | Pérez Zeledón, San José | Municipal                    | 3 259     | 1991 (33 años)  | Transportes Arguedas | Textiles JB   |       |
| Santos        | Luis Marín                 | Guápiles, Limón         | Ebal Rodríguez               | 3 300     | 1961 (63 años)  | Tigo                 | Roots Sports  |       |
| San Carlos    | Carlos Restrepo            | San Carlos, Alajuela    | Carlos Ugalde                | 4 000     | 1965 (60 años)  | Tigo                 | Nextgol Sport |       |
| Saprissa      | Walter Centeno             | Tibás, San José         | Ricardo Saprissa             | 20 558    | 1935 (90 años)  | BAC Credomatic       | Kappa         |       |

- A partir del 29 de febrero de 2020, los partidos que cuenten con los derechos de transmisión de Teletica y Repretel se transmitirán únicamente por el nuevo canal FUTV. O sea los partidos como local de Alajuelense, Cartaginés, Herediano, Saprissa, Grecia, Limón y Pérez Zeledón se transmitirán solamente por este canal en las operadoras de cable que hayan negociado con él su incorporación.

#### Cambios de entrenadores
| Equipo        | Entrenador (Jornadas)          | Fecha de vacante | Tipo de despido                | Posición en la tabla | Entrenador entrante  | Fecha de nombramiento |
| ------------- | ------------------------------ | ---------------- | ------------------------------ | -------------------- | -------------------- | --------------------- |
| Grecia        | Roberto Castro (Pretemporada)  | 4 de diciembre   | Fin del interinato             | Pretemporada         | Fernando Palomeque   | 4 de diciembre        |
| Jicaral       | Jeaustin Campos (Pretemporada) | 26 de diciembre  | Firmado por el Nacional Potosí | Pretemporada         | Erick Rodríguez      | 27 de diciembre       |
| La U          | Luis Diego Arnáez (1 - 5)      | 27 de enero      | Rescisión de contrato          | 12°                  | Marvin Solano        | 28 de enero           |
| Limón         | Ricardo Allen (1 - 10)         | 17 de febrero    | Rescisión de contrato          | 12°                  | Luis Fernando Fallas | 17 de febrero         |
| San Carlos    | Luis Marín (1 - 13)            | 4 de marzo       | Rescisión de contrato          | 6°                   | Víctor Abelenda      | 4 de marzo            |
| San Carlos    | Víctor Abelenda (14)           | 9 de marzo       | Fin del interinato             | 5°                   | Carlos Restrepo      | 9 de marzo            |
| Pérez Zeledón | Omar Royero (1 - 14)           | 9 de marzo       | Movido a gerente deportivo     | 8°                   | Johnny Chaves        | 9 de marzo            |
| Santos        | Johnny Chaves (1 - 14)         | 9 de marzo       | Firmado por Pérez Zeledón      | 10°                  | Luis Marín           | 11 de marzo           |

### Equipos por provincia
Para la temporada 2019-20, las provincias costarricenses con más equipos en la Primera División son San José y Alajuela con tres clubes cada uno.
| Saprissa Herediano La U Guadalupe Alajuelense Grecia San Carlos Pérez Zeledón Cartaginés Limón Santos Jicaral |

| Provincia  | N.º | Equipos                             |
| ---------- | --- | ----------------------------------- |
| San José   | 3   | Saprissa, Guadalupe y Pérez Zeledón |
| Alajuela   | 3   | Alajuelense, Grecia y San Carlos    |
| Limón      | 2   | Limón y Santos                      |
| Heredia    | 2   | Herediano y La U                    |
| Cartago    | 1   | Cartaginés                          |
| Puntarenas | 1   | Jicaral                             |

### Estadios
|                                                                                             |                                                                                         |                                                                                                |
|                                                                                             |                                                                                         |                                                                                                |
| Estadio Ricardo Saprissa Ciudad: Tibás, San José Capacidad: 20 558 Club: Deportivo Saprissa | Estadio Morera Soto Ciudad: Alajuela Capacidad: 17 700 Club: Alajuelense                | Estadio "Fello" Meza Ciudad: Cartago Capacidad: 8 831 Club: Cartaginés                         |
|                                                                                             |                                                                                         |                                                                                                |
| Estadio Rosabal Cordero Ciudad: Heredia Capacidad: 8 068 Club: Herediano                    | Estadio "Coyella" Fonseca Ciudad: Goicoechea, San José Capacidad: 4 200 Club: Guadalupe | Estadio Carlos Ugalde Ciudad: San Carlos, Alajuela Capacidad: 4 000 Club: San Carlos           |
|                                                                                             |                                                                                         |                                                                                                |
| Estadio "Cuty" Monge Ciudad: Desamparados, San José Capacidad: 4 000 Club: La U             | Estadio Allen Riggioni Ciudad: Grecia, Alajuela Capacidad: 4 000 Club: Grecia           | Estadio Ebal Rodríguez Ciudad: Guápiles, Limón Capacidad: 3 300 Club: Santos de Guápiles       |
|                                                                                             |                                                                                         |                                                                                                |
| Estadio Municipal Ciudad: Pérez Zeledón, San José Capacidad: 3 259 Club: Pérez Zeledón      | Estadio Juan Gobán Ciudad: Limón Capacidad: 2 349 Club: Limón                           | Cancha Asociación Cívica Jicaraleña Ciudad: Jicaral, Puntarenas Capacidad: 1 500 Club: Jicaral |

## Fase de clasificación

### Tabla de posiciones
| Pos. | Equipo              | Pts. | PJ | G  | E  | P  | GF | GC | Dif. | Clasificación Clausura 2020                        |
| ---- | ------------------- | ---- | -- | -- | -- | -- | -- | -- | ---- | -------------------------------------------------- |
| 1    | Deportivo Saprissa  | 45   | 22 | 13 | 6  | 3  | 41 | 24 | +17  | Clasifica a semifinales y a una posible gran final |
| 2    | C. S. Herediano     | 40   | 22 | 10 | 10 | 2  | 40 | 21 | +19  | Clasifica a semifinales                            |
| 3    | L. D. Alajuelense   | 40   | 22 | 11 | 7  | 4  | 42 | 26 | +16  | Clasifica a semifinales                            |
| 4    | C. S. Cartaginés    | 35   | 22 | 10 | 5  | 7  | 33 | 35 | −2   | Clasifica a semifinales                            |
| 5    | Guadalupe F. C.     | 33   | 22 | 8  | 9  | 5  | 28 | 22 | +6   |                                                    |
| 6    | A. D. R. Jicaral    | 32   | 22 | 8  | 8  | 6  | 33 | 27 | +6   |                                                    |
| 7    | A. D. San Carlos    | 29   | 22 | 8  | 5  | 9  | 41 | 41 | 0    |                                                    |
| 8    | Municipal Grecia    | 29   | 22 | 8  | 5  | 9  | 33 | 37 | −4   |                                                    |
| 9    | Pérez Zeledón       | 21   | 22 | 5  | 6  | 11 | 26 | 38 | −12  |                                                    |
| 10   | Santos de Guápiles  | 20   | 21 | 5  | 5  | 11 | 31 | 41 | −10  |                                                    |
| 11   | Limón F. C.         | 16   | 21 | 4  | 4  | 13 | 19 | 28 | −9   |                                                    |
| 12   | La U Universitarios | 16   | 22 | 4  | 4  | 14 | 27 | 54 | −27  | Último lugar                                       |

Actualizado a los partidos jugados el 10 de junio de 2020.
 Fuente: Liga Promerica

## Tabla acumulada de la temporada
| Pos. | Equipo              | Pts. | PJ | G  | E  | P  | GF | GC | Dif. | Temporada 2019-20                      |
| ---- | ------------------- | ---- | -- | -- | -- | -- | -- | -- | ---- | -------------------------------------- |
| 1    | L. D. Alajuelense   | 92   | 44 | 27 | 11 | 6  | 91 | 47 | +44  |                                        |
| 2    | Deportivo Saprissa  | 85   | 44 | 25 | 10 | 9  | 91 | 54 | +37  | Octavos de final de Liga Concacaf 2020 |
| 3    | C. S. Herediano     | 75   | 44 | 20 | 15 | 9  | 80 | 44 | +36  | Octavos de final de Liga Concacaf 2020 |
| 4    | C. S. Cartaginés    | 68   | 44 | 19 | 11 | 14 | 64 | 63 | +1   |                                        |
| 5    | A. D. San Carlos    | 62   | 44 | 17 | 11 | 16 | 81 | 78 | +3   |                                        |
| 6    | A. D. R. Jicaral    | 59   | 44 | 15 | 14 | 15 | 56 | 57 | −1   |                                        |
| 7    | Guadalupe F. C.     | 59   | 44 | 15 | 14 | 15 | 57 | 59 | −2   |                                        |
| 8    | Municipal Grecia    | 50   | 44 | 13 | 11 | 20 | 59 | 76 | −17  |                                        |
| 9    | Pérez Zeledón       | 49   | 44 | 12 | 13 | 19 | 50 | 70 | −20  |                                        |
| 10   | Santos de Guápiles  | 44   | 43 | 10 | 14 | 19 | 64 | 80 | −16  |                                        |
| 11   | Limón F. C.         | 41   | 43 | 11 | 8  | 24 | 43 | 68 | −25  |                                        |
| 12   | La U Universitarios | 34   | 44 | 8  | 10 | 26 | 50 | 90 | −40  | Descendió a la Segunda División        |

Actualizado a los partidos jugados el 10 de junio de 2020.
 Fuente: Liga Promerica

## Evolución de la clasificación
| Equipo        | 1  | 2  | 3  | 4  | 5  | 6  | 7  | 8  | 9  | 10 | 11 | 12 | 13 | 14 | 15 | 16 | 17 | 18 | 19 | 20 | 21 | 22 |
| ------------- | -- | -- | -- | -- | -- | -- | -- | -- | -- | -- | -- | -- | -- | -- | -- | -- | -- | -- | -- | -- | -- | -- |
| Saprissa      | 4  | 1  | 1  | 1  | 3  | 1  | 1  | 1  | 1  | 1  | 1  | 1  | 1  | 1  | 1  | 1  | 1  | 1  | 1  | 1  | 1  | 1  |
| Herediano     | 5  | 2  | 4  | 3  | 1  | 2  | 2  | 2  | 2  | 2  | 2  | 2  | 2  | 2  | 3  | 3  | 3  | 3  | 3  | 2  | 2  | 2  |
| Alajuelense   | 2  | 5  | 5  | 4  | 6  | 6  | 4  | 4  | 3  | 3  | 3  | 3  | 3  | 3  | 2  | 2  | 2  | 2  | 2  | 3  | 3  | 3  |
| Cartaginés    | 7  | 9  | 10 | 7  | 8  | 9  | 10 | 9  | 10 | 9  | 8  | 4  | 4  | 7  | 5  | 6  | 6  | 5  | 4  | 5  | 4  | 4  |
| Guadalupe     | 1  | 4  | 8  | 10 | 10 | 10 | 9  | 10 | 9  | 6  | 6  | 8  | 5  | 4  | 6  | 5  | 5  | 4  | 6  | 4  | 5  | 5  |
| Jicaral       | 3  | 6  | 2  | 5  | 2  | 5  | 3  | 3  | 4  | 4  | 5  | 7  | 7  | 6  | 4  | 4  | 4  | 6  | 5  | 6  | 6  | 6  |
| San Carlos    | 9  | 8  | 3  | 2  | 4  | 4  | 6  | 8  | 7  | 7  | 4  | 6  | 6  | 5  | 7  | 7  | 7  | 7  | 8  | 8  | 8  | 7  |
| Grecia        | 6  | 10 | 7  | 8  | 7  | 3  | 7  | 7  | 8  | 10 | 10 | 11 | 11 | 9  | 9  | 8  | 8  | 8  | 7  | 7  | 7  | 8  |
| Pérez Zeledón | 10 | 7  | 9  | 9  | 9  | 8  | 8  | 6  | 6  | 8  | 9  | 5  | 8  | 8  | 8  | 10 | 10 | 10 | 10 | 10 | 10 | 9  |
| Santos        | 8  | 3  | 6  | 6  | 5  | 7  | 5  | 5  | 5  | 5  | 7  | 9  | 9  | 10 | 11 | 9  | 9  | 9  | 9  | 9  | 9  | 10 |
| Limón         | 11 | 12 | 12 | 12 | 11 | 12 | 12 | 12 | 12 | 12 | 12 | 12 | 12 | 12 | 10 | 11 | 11 | 11 | 11 | 11 | 11 | 11 |
| La U          | 12 | 11 | 11 | 11 | 12 | 11 | 11 | 11 | 11 | 11 | 11 | 10 | 10 | 11 | 12 | 12 | 12 | 12 | 12 | 12 | 12 | 12 |

### Resumen de resultados
| Local / Visita      | JIC   | SC    | CSC   | CSH   | SAP   | GFC   | UNI   | LDA   | LIM   | GRE   | MPZ   | SAN   |
| ------------------- | ----- | ----- | ----- | ----- | ----- | ----- | ----- | ----- | ----- | ----- | ----- | ----- |
| A. D. R. Jicaral    |       | 2 - 1 | 2 - 1 | 1 - 1 | 0 - 3 | 0 - 0 | 5 - 0 | 2 - 2 | 2 - 1 | 1 - 1 | 3 - 1 | 6 - 2 |
| A. D. San Carlos    | 0 - 1 |       | 1 - 3 | 1 - 3 | 0 - 1 | 2 - 2 | 2 - 2 | 1 - 1 | 1 - 1 | 1 - 0 | 3 - 2 | 3 - 0 |
| C. S. Cartaginés    | 4 - 2 | 3 - 2 |       | 1 - 4 | 1 - 2 | 0 - 0 | 2 - 1 | 0 - 2 | 1 - 0 | 4 - 3 | 0 - 3 | 2 - 2 |
| C. S. Herediano     | 1 - 0 | 3 - 3 | 3 - 0 |       | 4 - 1 | 0 - 0 | 5 - 2 | 3 - 3 | 0 - 1 | 3 - 3 | 1 - 1 | 3 - 1 |
| Deportivo Saprissa  | 2 - 2 | 5 - 3 | 3 - 1 | 1 - 0 |       | 3 - 0 | 3 - 1 | 1 - 1 | 1 - 0 | 2 - 2 | 0 - 0 | 1 - 0 |
| Guadalupe F. C.     | 1 - 1 | 0 - 2 | 0 - 0 | 0 - 0 | 2 - 1 |       | 5 - 0 | 3 - 0 | 1 - 0 | 3 - 0 | 3 - 1 | 1 - 0 |
| La U Universitarios | 2 - 2 | 1 - 2 | 0 - 0 | 1 - 2 | 2 - 0 | 3 - 0 |       | 1 - 2 | 2 - 1 | 0 - 4 | 2 - 0 | 1 - 3 |
| L. D. Alajuelense   | 1 - 0 | 3 - 0 | 1 - 1 | 0 - 0 | 2 - 2 | 3 - 2 | 6 - 1 |       | 4 - 1 | 5 - 1 | 2 - 0 | 1 - 0 |
| Limón F. C.         | 0 - 1 | 1 - 2 | 1 - 2 | 0 - 2 | 0 - 1 | 0 - 0 | 3 - 3 | 1 - 0 |       | 0 - 2 | 1 - 2 | 3 - 0 |
| Municipal Grecia    | 1 - 0 | 2 - 5 | 2 - 3 | 0 - 0 | 0 - 3 | 2 - 0 | 1 - 0 | 3 - 1 | 0 - 3 |       | 1 - 0 | 1 - 1 |
| Pérez Zeledón       | 2 - 0 | 0 - 4 | 0 - 1 | 0 - 1 | 1 - 1 | 1 - 1 | 3 - 2 | 3 - 1 | 1 - 1 | 1 - 4 |       | 3 - 3 |
| Santos de Guápiles  | 0 - 0 | 5 - 2 | 1 - 3 | 1 - 1 | 2 - 4 | 3 - 4 | 3 - 0 | 0 - 1 |       | 1 - 0 | 3 - 1 |       |

|  | Victoria del equipo local     |
|  | Empate                        |
|  | Victoria del equipo visitante |

### Jornadas
- Los horarios son correspondientes al tiempo de Costa Rica (UTC-6).
- El calendario de los partidos se dio a conocer el 18 de junio de 2019.[19][20][21][22]
- El campeonato se reanuda el 19 de mayo a puerta cerrada todos los partidos como medida preventiva ante la pandemia del COVID-19.

#### Suspensión de Campeonato por COVID 19
El pasado 18 de marzo en reunión extraordinaria del Comité Ejecutivo de la UNAFUT y la Federación de Fútbol tomaron la determinación de suspender hasta nuevo aviso, el Clausura 2020 debido a la pandemia provocada por el virus del COVID-19 que está afectando a muchos países del mundo y como medida de prevención para proteger de posibles contagios tanto a jugadores, cuerpos técnicos, árbitros, delegados, periodistas y público que asistía a los estadios, el día 11 de mayo de 2020, el Ministerio de Salud de Costa Rica, dio a conocer entre los nuevos lineamientos para la reactivación de actividades que el  deporte de alto rendimiento de contacto como el fútbol puede volver a realizarse a puerta cerrada y con los debidos protocolos de higiene. El torneo será reanudado a partir del día 20 de mayo desde la jornada 16 y programando juegos cada 72 horas.

#### Reanudación del campeonato
El 11 de mayo, el ministro de Salud y las autoridades de gobierno dieron el aval para que el Clausura 2020 se reanudara a puerta cerrada a partir del 19 de mayo jugándose los días domingo, miércoles, domingo, con un protocolo y medidas preventivas de salud ante la Pandemia provocada por el virus del COVID-19. También la UNAFUT anunció que se permitirán cinco sustituciones en cada partido y seis en caso de prórrogas en la Fase Final del Torneo. Los clubes deberán cumplir con medidas estrictas para evitar la propagación del virus.
| Jornada 1                     | Jornada 1 | Jornada 1           | Jornada 1                    | Jornada 1   | Jornada 1 | Jornada 1    | Jornada 1     | Jornada 1         | Jornada 1 |
| Local                         | Resultado | Visitante           | Estadio                      | Fecha       | Hora      | Espectadores | Señal abierta | Señal restringida |           |
| ----------------------------- | --------- | ------------------- | ---------------------------- | ----------- | --------- | ------------ | ------------- | ----------------- | --------- |
| Guadalupe F. C.               | 5 - 0     | La U Universitarios | "Coyella" Fonseca            | 11 de enero | 16:00     | 660          |               |                   |           |
| A. D. San Carlos              | 0 - 1     | Deportivo Saprissa  | Carlos Ugalde                | 11 de enero | 19:30     | 3 328        |               |                   |           |
| C. S. Herediano               | 3 - 3     | Municipal Grecia    | Rosabal Cordero              | 11 de enero | 20:00     | 5 020        |               |                   |           |
| C. S. Cartaginés              | 2 - 2     | Santos de Guápiles  | "Fello" Meza                 | 12 de enero | 11:00     | 2 409        |               |                   |           |
| A. D. R. Jicaral              | 3 - 1     | Pérez Zeledón       | Asociación Cívica Jicaraleña | 12 de enero | 15:00     | 493          |               |                   |           |
| L. D. Alajuelense             | 4 - 1     | Limón F. C.         | Morera Soto                  | 12 de enero | 17:00     | 8 236        |               |                   |           |
| Total de goles: 25            |           |                     |                              |             |           |              |               |                   |           |
| Total de espectadores: 20 146 |           |                     |                              |             |           |              |               |                   |           |

| Jornada 2                     | Jornada 2 | Jornada 2         | Jornada 2        | Jornada 2   | Jornada 2 | Jornada 2    | Jornada 2     | Jornada 2         | Jornada 2 |
| Local                         | Resultado | Visitante         | Estadio          | Fecha       | Hora      | Espectadores | Señal abierta | Señal restringida |           |
| ----------------------------- | --------- | ----------------- | ---------------- | ----------- | --------- | ------------ | ------------- | ----------------- | --------- |
| Limón F. C.                   | 1 - 2     | A. D. San Carlos  | Juan Gobán       | 15 de enero | 15:00     | 555          |               |                   |           |
| La U Universitarios           | 0 - 0     | C. S. Cartaginés  | Carlos Alvarado  | 15 de enero | 15:00     | 568          |               |                   |           |
| Santos de Guápiles            | 1 - 0     | Municipal Grecia  | Ebal Rodríguez   | 15 de enero | 18:00     | 734          |               |                   |           |
| C. S. Herediano               | 1 - 0     | A. D. R. Jicaral  | Rosabal Cordero  | 15 de enero | 18:30     | 1 849        |               |                   |           |
| Pérez Zeledón                 | 3 - 1     | L. D. Alajuelense | Municipal        | 15 de enero | 20:30     | 2 755        |               |                   |           |
| Deportivo Saprissa            | 3 - 0     | Guadalupe F. C.   | Ricardo Saprissa | 16 de enero | 20:00     | 11 276       |               |                   |           |
| Total de goles: 12            |           |                   |                  |             |           |              |               |                   |           |
| Total de espectadores: 17 737 |           |                   |                  |             |           |              |               |                   |           |

| Jornada 3                     | Jornada 3 | Jornada 3           | Jornada 3                    | Jornada 3     | Jornada 3 | Jornada 3    | Jornada 3     | Jornada 3         | Jornada 3 |
| Local                         | Resultado | Visitante           | Estadio                      | Fecha         | Hora      | Espectadores | Señal abierta | Señal restringida |           |
| ----------------------------- | --------- | ------------------- | ---------------------------- | ------------- | --------- | ------------ | ------------- | ----------------- | --------- |
| C. S. Cartaginés              | 1 - 2     | Deportivo Saprissa  | "Fello" Meza                 | 19 de enero   | 11:00     | 3 810        |               |                   |           |
| Municipal Grecia              | 1 - 0     | La U Universitarios | Allen Riggioni               | 19 de enero   | 14:00     | 257          |               |                   |           |
| A. D. R. Jicaral              | 2 - 1     | Limón F. C.         | Asociación Cívica Jicaraleña | 19 de enero   | 15:00     | 492          |               |                   |           |
| L. D. Alajuelense             | 0 - 0     | C. S. Herediano     | Morera Soto                  | 19 de enero   | 16:00     | 6 619        |               |                   |           |
| A. D. San Carlos              | 3 - 2     | Pérez Zeledón       | Carlos Ugalde                | 19 de enero   | 18:00     | 954          |               |                   |           |
| Guadalupe F. C.               | 1 - 0     | Santos de Guápiles  | "Coyella" Fonseca            | 19 de febrero | 20:00     | 566          |               |                   |           |
| Total de goles: 13            |           |                     |                              |               |           |              |               |                   |           |
| Total de espectadores: 12 698 |           |                     |                              |               |           |              |               |                   |           |

| Jornada 4                     | Jornada 4 | Jornada 4         | Jornada 4         | Jornada 4   | Jornada 4 | Jornada 4    | Jornada 4     | Jornada 4         | Jornada 4 |
| Local                         | Resultado | Visitante         | Estadio           | Fecha       | Hora      | Espectadores | Señal abierta | Señal restringida |           |
| ----------------------------- | --------- | ----------------- | ----------------- | ----------- | --------- | ------------ | ------------- | ----------------- | --------- |
| Limón F. C.                   | 0 - 2     | C. S. Herediano   | Juan Gobán        | 22 de enero | 16:00     | 743          |               |                   |           |
| La U Universitarios           | 1 - 2     | L. D. Alajuelense | Carlos Alvarado   | 22 de enero | 16:00     | 706          |               |                   |           |
| Guadalupe F. C.               | 0 - 2     | A. D. San Carlos  | "Coyella" Fonseca | 22 de enero | 18:00     | 771          |               |                   |           |
| C. S. Cartaginés              | 4 - 3     | Municipal Grecia  | "Fello" Meza      | 22 de enero | 20:00     | 1 427        |               |                   |           |
| Deportivo Saprissa            | 0 - 0     | Pérez Zeledón     | Ricardo Saprissa  | 22 de enero | 20:00     | 11 322       |               |                   |           |
| Santos de Guápiles            | 0 - 0     | A. D. R. Jicaral  | Ebal Rodríguez    | 23 de enero | 18:00     | 670          |               |                   |           |
| Total de goles: 14            |           |                   |                   |             |           |              |               |                   |           |
| Total de espectadores: 15 639 |           |                   |                   |             |           |              |               |                   |           |

| Jornada 5                     | Jornada 5 | Jornada 5           | Jornada 5                    | Jornada 5   | Jornada 5 | Jornada 5    | Jornada 5     | Jornada 5         | Jornada 5 |
| Local                         | Resultado | Visitante           | Estadio                      | Fecha       | Hora      | Espectadores | Señal abierta | Señal restringida |           |
| ----------------------------- | --------- | ------------------- | ---------------------------- | ----------- | --------- | ------------ | ------------- | ----------------- | --------- |
| L. D. Alajuelense             | 1 - 1     | C. S. Cartaginés    | Morera Soto                  | 25 de enero | 18:00     | 7 592        |               |                   |           |
| Pérez Zeledón                 | 1 - 4     | Municipal Grecia    | Municipal                    | 25 de enero | 20:00     | 998          |               |                   |           |
| A. D. R. Jicaral              | 2 - 1     | A. D. San Carlos    | Asociación Cívica Jicaraleña | 26 de enero | 15:00     | 592          |               |                   |           |
| Limón F. C.                   | 0 - 0     | Guadalupe F. C.     | Juan Gobán                   | 26 de enero | 15:00     | 417          |               |                   |           |
| C. S. Herediano               | 4 - 1     | Deportivo Saprissa  | Rosabal Cordero              | 26 de enero | 16:00     | 5 565        |               |                   |           |
| Santos de Guápiles            | 3 - 0     | La U Universitarios | Ebal Rodríguez               | 26 de enero | 17:10     | 487          |               |                   |           |
| Total de goles: 18            |           |                     |                              |             |           |              |               |                   |           |
| Total de espectadores: 15 651 |           |                     |                              |             |           |              |               |                   |           |

| Jornada 6                     | Jornada 6 | Jornada 6          | Jornada 6         | Jornada 6   | Jornada 6 | Jornada 6    | Jornada 6     | Jornada 6         | Jornada 6 |
| Local                         | Resultado | Visitante          | Estadio           | Fecha       | Hora      | Espectadores | Señal abierta | Señal restringida |           |
| ----------------------------- | --------- | ------------------ | ----------------- | ----------- | --------- | ------------ | ------------- | ----------------- | --------- |
| La U Universitarios           | 2 - 1     | Limón F. C.        | Carlos Alvarado   | 29 de enero | 15:00     | 270          |               |                   |           |
| Municipal Grecia              | 1 - 0     | A. D. R. Jicaral   | Allen Riggioni    | 29 de enero | 15:00     | 300          |               |                   |           |
| Deportivo Saprissa            | 1 - 0     | Santos de Guápiles | Ricardo Saprissa  | 29 de enero | 20:00     | 7 531        |               |                   |           |
| C. S. Cartaginés              | 0 - 3     | Pérez Zeledón      | "Fello" Meza      | 29 de enero | 20:00     | 1 905        |               |                   |           |
| A. D. San Carlos              | 1 - 1     | L. D. Alajuelense  | Carlos Ugalde     | 29 de enero | 20:00     | 3 187        |               |                   |           |
| Guadalupe F. C.               | 0 - 0     | C. S. Herediano    | "Coyella" Fonseca | 30 de enero | 20:00     | 967          |               |                   |           |
| Total de goles: 10            |           |                    |                   |             |           |              |               |                   |           |
| Total de espectadores: 14 160 |           |                    |                   |             |           |              |               |                   |           |

| Jornada 7                     | Jornada 7 | Jornada 7           | Jornada 7                    | Jornada 7    | Jornada 7 | Jornada 7    | Jornada 7     | Jornada 7         | Jornada 7 |
| Local                         | Resultado | Visitante           | Estadio                      | Fecha        | Hora      | Espectadores | Señal abierta | Señal restringida |           |
| ----------------------------- | --------- | ------------------- | ---------------------------- | ------------ | --------- | ------------ | ------------- | ----------------- | --------- |
| L. D. Alajuelense             | 5 - 1     | Municipal Grecia    | Morera Soto                  | 4 de febrero | 20:00     | 6 345        |               |                   |           |
| Limón F. C.                   | 0 - 1     | Deportivo Saprissa  | Juan Gobán                   | 5 de febrero | 15:00     | 1 631        |               |                   |           |
| A. D. R. Jicaral              | 2 - 1     | C. S. Cartaginés    | Asociación Cívica Jicaraleña | 5 de febrero | 15:00     | 502          |               |                   |           |
| Santos de Guápiles            | 5 - 2     | A. D. San Carlos    | Ebal Rodríguez               | 5 de febrero | 19:00     | 655          |               |                   |           |
| C. S. Herediano               | 5 - 2     | La U Universitarios | Rosabal Cordero              | 5 de febrero | 20:00     | 3 288        |               |                   |           |
| Pérez Zeledón                 | 1 - 1     | Guadalupe F. C.     | Municipal                    | 5 de febrero | 20:00     | 1 075        |               |                   |           |
| Total de goles: 26            |           |                     |                              |              |           |              |               |                   |           |
| Total de espectadores: 13 496 |           |                     |                              |              |           |              |               |                   |           |

| Jornada 8                     | Jornada 8 | Jornada 8         | Jornada 8         | Jornada 8    | Jornada 8 | Jornada 8    | Jornada 8     | Jornada 8         | Jornada 8 |
| Local                         | Resultado | Visitante         | Estadio           | Fecha        | Hora      | Espectadores | Señal abierta | Señal restringida |           |
| ----------------------------- | --------- | ----------------- | ----------------- | ------------ | --------- | ------------ | ------------- | ----------------- | --------- |
| C. S. Cartaginés              | 3 - 2     | A. D. San Carlos  | Carlos Ugalde     | 9 de febrero | 11:00     | 1 497        |               |                   |           |
| La U Universitarios           | 2 - 2     | A. D. R. Jicaral  | Carlos Alvarado   | 9 de febrero | 11:00     | 279          |               |                   |           |
| Limón F. C.                   | 1 - 2     | Pérez Zeledón     | Juan Gobán        | 9 de febrero | 15:00     | 378          |               |                   |           |
| Santos de Guápiles            | 1 - 1     | C. S. Herediano   | Ebal Rodríguez    | 9 de febrero | 15:00     | 957          |               |                   |           |
| Deportivo Saprissa            | 1 - 1     | L. D. Alajuelense | Ricardo Saprissa  | 9 de febrero | 16:30     | 15 590       |               |                   |           |
| Guadalupe F. C.               | 3 - 0     | Municipal Grecia  | "Coyella" Fonseca | Cancelado    | --:--     | 0            |               |                   |           |
| Total de goles: 19            |           |                   |                   |              |           |              |               |                   |           |
| Total de espectadores: 18 701 |           |                   |                   |              |           |              |               |                   |           |

| Jornada 9                     | Jornada 9 | Jornada 9           | Jornada 9                    | Jornada 9     | Jornada 9 | Jornada 9    | Jornada 9     | Jornada 9         | Jornada 9 |
| Local                         | Resultado | Visitante           | Estadio                      | Fecha         | Hora      | Espectadores | Señal abierta | Señal restringida |           |
| ----------------------------- | --------- | ------------------- | ---------------------------- | ------------- | --------- | ------------ | ------------- | ----------------- | --------- |
| A. D. R. Jicaral              | 0 - 3     | Deportivo Saprissa  | Asociación Cívica Jicaraleña | 12 de febrero | 15:00     | 844          |               |                   |           |
| A. D. San Carlos              | 2 - 2     | La U Universitarios | Carlos Ugalde                | 12 de febrero | 19:00     | 1 489        |               |                   |           |
| L. D. Alajuelense             | 3 - 2     | Guadalupe F. C.     | Morera Soto                  | 12 de febrero | 20:00     | 5 716        |               |                   |           |
| C. S. Herediano               | 3 - 0     | C. S. Cartaginés    | Rosabal Cordero              | 12 de febrero | 20:00     | 4 102        |               |                   |           |
| Pérez Zeledón                 | 3 - 3     | Santos de Guápiles  | Municipal                    | 13 de febrero | 18:00     | 958          |               |                   |           |
| Municipal Grecia              | 0 - 3     | Limón F. C.         | Allen Riggioni               | Cancelado     | --:--     | 0            |               |                   |           |
| Total de goles: 24            |           |                     |                              |               |           |              |               |                   |           |
| Total de espectadores: 13 109 |           |                     |                              |               |           |              |               |                   |           |

| Jornada 10                   | Jornada 10 | Jornada 10         | Jornada 10                   | Jornada 10    | Jornada 10 | Jornada 10   | Jornada 10    | Jornada 10        | Jornada 10 |
| Local                        | Resultado  | Visitante          | Estadio                      | Fecha         | Hora       | Espectadores | Señal abierta | Señal restringida |            |
| ---------------------------- | ---------- | ------------------ | ---------------------------- | ------------- | ---------- | ------------ | ------------- | ----------------- | ---------- |
| C. S. Herediano              | 3 - 3      | A. D. San Carlos   | Rosabal Cordero              | 15 de febrero | 20:00      | 3 949        |               |                   |            |
| C. S. Cartaginés             | 1 - 0      | Limón F. C.        | "Fello" Meza                 | 16 de febrero | 11:00      | 1 238        |               |                   |            |
| La U Universitarios          | 2 - 0      | Pérez Zeledón      | Carlos Alvarado              | 16 de febrero | 11:00      | 212          |               |                   |            |
| A. D. R. Jicaral             | 0 - 0      | Guadalupe F. C.    | Asociación Cívica Jicaraleña | 16 de febrero | 15:00      | 409          |               |                   |            |
| Santos de Guápiles           | 0 - 1      | L. D. Alajuelense  | Ebal Rodríguez               | 16 de febrero | 17:00      | 1 778        |               |                   |            |
| Municipal Grecia             | 0 - 3      | Deportivo Saprissa | Allen Riggioni               | Cancelado     | --:--      | 0            |               |                   |            |
| Total de goles: 13           |            |                    |                              |               |            |              |               |                   |            |
| Total de espectadores: 7 586 |            |                    |                              |               |            |              |               |                   |            |

| Jornada 11                    | Jornada 11 | Jornada 11          | Jornada 11        | Jornada 11    | Jornada 11 | Jornada 11   | Jornada 11    | Jornada 11        | Jornada 11 |
| Local                         | Resultado  | Visitante           | Estadio           | Fecha         | Hora       | Espectadores | Señal abierta | Señal restringida |            |
| ----------------------------- | ---------- | ------------------- | ----------------- | ------------- | ---------- | ------------ | ------------- | ----------------- | ---------- |
| Guadalupe F. C.               | 0 - 0      | C. S. Cartaginés    | "Coyella" Fonseca | 22 de febrero | 16:00      | 775          |               |                   |            |
| L. D. Alajuelense             | 1 - 0      | A. D. R. Jicaral    | Morera Soto       | 22 de febrero | 18:00      | 7 590        |               |                   |            |
| A. D. San Carlos              | 1 - 0      | Municipal Grecia    | Carlos Ugalde     | 22 de febrero | 19:30      | 1 467        |               |                   |            |
| Deportivo Saprissa            | 3 - 1      | La U Universitarios | Ricardo Saprissa  | 22 de febrero | 20:00      | 9 549        |               |                   |            |
| Limón F. C.                   | 3 - 0      | Santos de Guápiles  | Juan Gobán        | 23 de febrero | 15:00      | 569          |               |                   |            |
| Pérez Zeledón                 | 0 - 1      | C. S. Herediano     | Municipal         | 23 de febrero | 16:00      | 1 076        |               |                   |            |
| Total de goles: 10            |            |                     |                   |               |            |              |               |                   |            |
| Total de espectadores: 21 026 |            |                     |                   |               |            |              |               |                   |            |

| Jornada 12                    | Jornada 12 | Jornada 12        | Jornada 12       | Jornada 12    | Jornada 12 | Jornada 12   | Jornada 12    | Jornada 12        | Jornada 12 |
| Local                         | Resultado  | Visitante         | Estadio          | Fecha         | Hora       | Espectadores | Señal abierta | Señal restringida |            |
| ----------------------------- | ---------- | ----------------- | ---------------- | ------------- | ---------- | ------------ | ------------- | ----------------- | ---------- |
| Municipal Grecia              | 0 - 0      | C. S. Herediano   | Allen Riggioni   | 29 de febrero | 15:00      | 766          |               |                   |            |
| Pérez Zeledón                 | 2 - 0      | A. D. R. Jicaral  | Municipal        | 29 de febrero | 19:00      | 842          |               |                   |            |
| La U Universitarios           | 3 - 0      | Guadalupe F. C.   | Carlos Alvarado  | 1 de marzo    | 11:00      | 157          |               |                   |            |
| Limón F. C.                   | 1 - 0      | L. D. Alajuelense | Juan Gobán       | 1 de marzo    | 15:00      | 1 794        |               |                   |            |
| Santos de Guápiles            | 1 - 3      | C. S. Cartaginés  | Ebal Rodríguez   | 1 de marzo    | 15:00      | 578          |               |                   |            |
| Deportivo Saprissa            | 5 - 3      | A. D. San Carlos  | Ricardo Saprissa | 1 de marzo    | 19:00      | 10 029       |               |                   |            |
| Total de goles: 18            |            |                   |                  |               |            |              |               |                   |            |
| Total de espectadores: 14 166 |            |                   |                  |               |            |              |               |                   |            |

| Jornada 13                    | Jornada 13 | Jornada 13          | Jornada 13                   | Jornada 13 | Jornada 13 | Jornada 13   | Jornada 13    | Jornada 13        | Jornada 13 |
| Local                         | Resultado  | Visitante           | Estadio                      | Fecha      | Hora       | Espectadores | Señal abierta | Señal restringida |            |
| ----------------------------- | ---------- | ------------------- | ---------------------------- | ---------- | ---------- | ------------ | ------------- | ----------------- | ---------- |
| A. D. R. Jicaral              | 1 - 1      | C. S. Herediano     | Asociación Cívica Jicaraleña | 4 de marzo | 15:00      | 569          |               |                   |            |
| Municipal Grecia              | 1 - 1      | Santos de Guápiles  | Allen Riggioni               | 4 de marzo | 15:00      | 439          |               |                   |            |
| C. S. Cartaginés              | 2 - 1      | La U Universitarios | "Fello" Meza                 | 4 de marzo | 17:30      | 1 615        |               |                   |            |
| A. D. San Carlos              | 1 - 1      | Limón F. C.         | Carlos Ugalde                | 4 de marzo | 20:00      | 1 523        |               |                   |            |
| L. D. Alajuelense             | 2 - 0      | Pérez Zeledón       | Morera Soto                  | 4 de marzo | 20:00      | 5 445        |               |                   |            |
| Guadalupe F. C.               | 2 - 1      | Deportivo Saprissa  | "Coyella" Fonseca            | 5 de marzo | 20:00      | 942          |               |                   |            |
| Total de goles: 14            |            |                     |                              |            |            |              |               |                   |            |
| Total de espectadores: 10 533 |            |                     |                              |            |            |              |               |                   |            |

| Jornada 14                    | Jornada 14 | Jornada 14        | Jornada 14       | Jornada 14 | Jornada 14 | Jornada 14   | Jornada 14    | Jornada 14        | Jornada 14 |
| Local                         | Resultado  | Visitante         | Estadio          | Fecha      | Hora       | Espectadores | Señal abierta | Señal restringida |            |
| ----------------------------- | ---------- | ----------------- | ---------------- | ---------- | ---------- | ------------ | ------------- | ----------------- | ---------- |
| Pérez Zeledón                 | 0 - 4      | A. D. San Carlos  | Municipal        | 7 de marzo | 15:00      | 1 061        |               |                   |            |
| Deportivo Saprissa            | 3 - 1      | C. S. Cartaginés  | Ricardo Saprissa | 7 de marzo | 19:00      | 10 690       |               |                   |            |
| La U Universitarios           | 0 - 4      | Municipal Grecia  | Carlos Alvarado  | 8 de marzo | 11:00      | 173          |               |                   |            |
| Limón F. C.                   | 0 - 1      | A. D. R. Jicaral  | Juan Gobán       | 8 de marzo | 15:00      | 406          |               |                   |            |
| Santos de Guápiles            | 3 - 4      | Guadalupe F. C.   | Ebal Rodríguez   | 8 de marzo | 17:00      | 418          |               |                   |            |
| C. S. Herediano               | 3 - 3      | L. D. Alajuelense | Rosabal Cordero  | 8 de marzo | 19:00      | 4 838        |               |                   |            |
| Total de goles: 26            |            |                   |                  |            |            |              |               |                   |            |
| Total de espectadores: 17 586 |            |                   |                  |            |            |              |               |                   |            |

| Jornada 15               | Jornada 15 | Jornada 15          | Jornada 15                   | Jornada 15  | Jornada 15 | Jornada 15     | Jornada 15    | Jornada 15        | Jornada 15 |
| Local                    | Resultado  | Visitante           | Estadio                      | Fecha       | Hora       | Espectadores   | Señal abierta | Señal restringida |            |
| ------------------------ | ---------- | ------------------- | ---------------------------- | ----------- | ---------- | -------------- | ------------- | ----------------- | ---------- |
| Pérez Zeledón            | 1 - 1      | Deportivo Saprissa  | Municipal                    | 14 de marzo | 15:00      | Puerta cerrada |               |                   |            |
| L. D. Alajuelense        | 6 - 1      | La U Universitarios | Morera Soto                  | 14 de marzo | 19:00      | Puerta cerrada |               |                   |            |
| A. D. R. Jicaral         | 6 - 2      | Santos de Guápiles  | Asociación Cívica Jicaraleña | 15 de marzo | 15:00      | Puerta cerrada |               |                   |            |
| Municipal Grecia         | 2 - 3      | C. S. Cartaginés    | Allen Riggioni               | 15 de marzo | 15:00      | Puerta cerrada |               |                   |            |
| A. D. San Carlos         | 2 - 2      | Guadalupe F. C.     | Carlos Ugalde                | 15 de marzo | 18:00      | Puerta cerrada |               |                   |            |
| C. S. Herediano          | 0 - 1      | Limón F. C.         | Rosabal Cordero              | 15 de marzo | 19:00      | Puerta cerrada |               |                   |            |
| Total de goles: 27       |            |                     |                              |             |            |                |               |                   |            |
| Total de espectadores: 0 |            |                     |                              |             |            |                |               |                   |            |

| Jornada 16               | Jornada 16 | Jornada 16         | Jornada 16       | Jornada 16 | Jornada 16 | Jornada 16     | Jornada 16    | Jornada 16        | Jornada 16 |
| Local                    | Resultado  | Visitante          | Estadio          | Fecha      | Hora       | Espectadores   | Señal abierta | Señal restringida |            |
| ------------------------ | ---------- | ------------------ | ---------------- | ---------- | ---------- | -------------- | ------------- | ----------------- | ---------- |
| Guadalupe F. C.          | 1 - 0      | Limón F. C.        | Rosabal Cordero  | 19 de mayo | 15:00      | Puerta cerrada |               |                   |            |
| C. S. Cartaginés         | 0 - 2      | L. D. Alajuelense  | "Fello" Meza     | 19 de mayo | 20:00      | Puerta cerrada |               |                   |            |
| La U Universitarios      | 1 - 3      | Santos de Guápiles | "Cuty" Monge     | 20 de mayo | 15:00      | Puerta cerrada |               |                   |            |
| Municipal Grecia         | 1 - 0      | Pérez Zeledón      | Allen Riggioni   | 20 de mayo | 15:00      | Puerta cerrada |               |                   |            |
| A. D. San Carlos         | 0 - 1      | A. D. R. Jicaral   | Carlos Ugalde    | 20 de mayo | 17:10      | Puerta cerrada |               |                   |            |
| Deportivo Saprissa       | 1 - 0      | C. S. Herediano    | Ricardo Saprissa | 20 de mayo | 20:00      | Puerta cerrada |               |                   |            |
| Total de goles: 10       |            |                    |                  |            |            |                |               |                   |            |
| Total de espectadores: 0 |            |                    |                  |            |            |                |               |                   |            |

| Jornada 17               | Jornada 17 | Jornada 17          | Jornada 17                   | Jornada 17 | Jornada 17 | Jornada 17     | Jornada 17    | Jornada 17        | Jornada 17 |
| Local                    | Resultado  | Visitante           | Estadio                      | Fecha      | Hora       | Espectadores   | Señal abierta | Señal restringida |            |
| ------------------------ | ---------- | ------------------- | ---------------------------- | ---------- | ---------- | -------------- | ------------- | ----------------- | ---------- |
| A. D. R. Jicaral         | 1 - 1      | Municipal Grecia    | Asociación Cívica Jicaraleña | 23 de mayo | 15:00      | Puerta cerrada |               |                   |            |
| Pérez Zeledón            | 0 - 1      | C. S. Cartaginés    | Municipal                    | 23 de mayo | 16:00      | Puerta cerrada |               |                   |            |
| L. D. Alajuelense        | 3 - 0      | A. D. San Carlos    | Morera Soto                  | 23 de mayo | 19:00      | Puerta cerrada |               |                   |            |
| Santos de Guápiles       | 2 - 4      | Deportivo Saprissa  | Ebal Rodríguez               | 23 de mayo | 20:00      | Puerta cerrada |               |                   |            |
| Limón F. C.              | 3 - 3      | La U Universitarios | Juan Gobán                   | 24 de mayo | 15:00      | Puerta cerrada |               |                   |            |
| C. S. Herediano          | 0 - 0      | Guadalupe F. C.     | Rosabal Cordero              | 24 de mayo | 18:00      | Puerta cerrada |               |                   |            |
| Total de goles: 18       |            |                     |                              |            |            |                |               |                   |            |
| Total de espectadores: 0 |            |                     |                              |            |            |                |               |                   |            |

| Jornada 18               | Jornada 18 | Jornada 18         | Jornada 18       | Jornada 18 | Jornada 18 | Jornada 18     | Jornada 18    | Jornada 18        | Jornada 18 |
| Local                    | Resultado  | Visitante          | Estadio          | Fecha      | Hora       | Espectadores   | Señal abierta | Señal restringida |            |
| ------------------------ | ---------- | ------------------ | ---------------- | ---------- | ---------- | -------------- | ------------- | ----------------- | ---------- |
| C. S. Cartaginés         | 4 - 2      | A. D. R. Jicaral   | "Fello" Meza     | 26 de mayo | 20:00      | Puerta cerrada |               |                   |            |
| Municipal Grecia         | 3 - 1      | L. D. Alajuelense  | Allen Riggioni   | 27 de mayo | 15:00      | Puerta cerrada |               |                   |            |
| A. D. San Carlos         | 3 - 0      | Santos de Guápiles | Carlos Ugalde    | 27 de mayo | 17:30      | Puerta cerrada |               |                   |            |
| La U Universitarios      | 1 - 2      | C. S. Herediano    | "Cuty" Monge     | 27 de mayo | 20:00      | Puerta cerrada |               |                   |            |
| Deportivo Saprissa       | 1 - 0      | Limón F. C.        | Ricardo Saprissa | 27 de mayo | 20:00      | Puerta cerrada |               |                   |            |
| Guadalupe F. C.          | 3 - 1      | Pérez Zeledón      | Rosabal Cordero  | 28 de mayo | 15:00      | Puerta cerrada |               |                   |            |
| Total de goles: 21       |            |                    |                  |            |            |                |               |                   |            |
| Total de espectadores: 0 |            |                    |                  |            |            |                |               |                   |            |

| Jornada 19               | Jornada 19 | Jornada 19          | Jornada 19                   | Jornada 19 | Jornada 19 | Jornada 19     | Jornada 19    | Jornada 19        | Jornada 19 |
| Local                    | Resultado  | Visitante           | Estadio                      | Fecha      | Hora       | Espectadores   | Señal abierta | Señal restringida |            |
| ------------------------ | ---------- | ------------------- | ---------------------------- | ---------- | ---------- | -------------- | ------------- | ----------------- | ---------- |
| A. D. R. Jicaral         | 5 - 0      | La U Universitarios | Asociación Cívica Jicaraleña | 30 de mayo | 15:00      | Puerta cerrada |               |                   |            |
| Municipal Grecia         | 2 - 0      | Guadalupe F. C.     | Allen Riggioni               | 30 de mayo | 15:00      | Puerta cerrada |               |                   |            |
| C. S. Herediano          | 3 - 1      | Santos de Guápiles  | Rosabal Cordero              | 30 de mayo | 19:00      | Puerta cerrada |               |                   |            |
| Pérez Zeledón            | 1 - 1      | Limón F. C.         | Municipal                    | 31 de mayo | 15:00      | Puerta cerrada |               |                   |            |
| A. D. San Carlos         | 1 - 3      | C. S. Cartaginés    | Carlos Ugalde                | 31 de mayo | 16:00      | Puerta cerrada |               |                   |            |
| L. D. Alajuelense        | 2 - 2      | Deportivo Saprissa  | Morera Soto                  | 31 de mayo | 18:00      | Puerta cerrada |               |                   |            |
| Total de goles: 21       |            |                     |                              |            |            |                |               |                   |            |
| Total de espectadores: 0 |            |                     |                              |            |            |                |               |                   |            |

| Jornada 20               | Jornada 20 | Jornada 20        | Jornada 20       | Jornada 20 | Jornada 20 | Jornada 20     | Jornada 20    | Jornada 20        | Jornada 20 |
| Local                    | Resultado  | Visitante         | Estadio          | Fecha      | Hora       | Espectadores   | Señal abierta | Señal restringida |            |
| ------------------------ | ---------- | ----------------- | ---------------- | ---------- | ---------- | -------------- | ------------- | ----------------- | ---------- |
| La U Universitarios      | 1 - 2      | A. D. San Carlos  | "Cuty" Monge     | 3 de junio | 15:00      | Puerta cerrada |               |                   |            |
| Santos de Guápiles       | 3 - 1      | Pérez Zeledón     | Ebal Rodríguez   | 3 de junio | 17:10      | Puerta cerrada |               |                   |            |
| C. S. Cartaginés         | 1 - 4      | C. S. Herediano   | "Fello" Meza     | 3 de junio | 17:15      | Puerta cerrada |               |                   |            |
| Deportivo Saprissa       | 2 - 2      | A. D. R. Jicaral  | Ricardo Saprissa | 3 de junio | 20:00      | Puerta cerrada |               |                   |            |
| Limón F. C.              | 0 - 2      | Municipal Grecia  | Ebal Rodríguez   | 4 de junio | 15:00      | Puerta cerrada |               |                   |            |
| Guadalupe F. C.          | 3 - 0      | L. D. Alajuelense | Rosabal Cordero  | 4 de junio | 19:00      | Puerta cerrada |               |                   |            |
| Total de goles: 21       |            |                   |                  |            |            |                |               |                   |            |
| Total de espectadores: 0 |            |                   |                  |            |            |                |               |                   |            |

| Jornada 21               | Jornada 21 | Jornada 21          | Jornada 21       | Jornada 21 | Jornada 21 | Jornada 21     | Jornada 21    | Jornada 21        | Jornada 21 |
| Local                    | Resultado  | Visitante           | Estadio          | Fecha      | Hora       | Espectadores   | Señal abierta | Señal restringida |            |
| ------------------------ | ---------- | ------------------- | ---------------- | ---------- | ---------- | -------------- | ------------- | ----------------- | ---------- |
| Limón F. C.              | 1 - 2      | C. S. Cartaginés    | Ebal Rodríguez   | 6 de junio | 15:00      | Puerta cerrada |               |                   |            |
| Deportivo Saprissa       | 2 - 2      | Municipal Grecia    | Ricardo Saprissa | 6 de junio | 20:00      | Puerta cerrada |               |                   |            |
| Guadalupe F. C.          | 1 - 1      | A. D. R. Jicaral    | Rosabal Cordero  | 7 de junio | 15:00      | Puerta cerrada |               |                   |            |
| Pérez Zeledón            | 3 - 2      | La U Universitarios | Municipal        | 7 de junio | 16:00      | Puerta cerrada |               |                   |            |
| A. D. San Carlos         | 1 - 3      | C. S. Herediano     | Carlos Ugalde    | 7 de junio | 18:30      | Puerta cerrada |               |                   |            |
| L. D. Alajuelense        | 1 - 0      | Santos de Guápiles  | Morera Soto      | 7 de junio | 19:00      | Puerta cerrada |               |                   |            |
| Total de goles: 19       |            |                     |                  |            |            |                |               |                   |            |
| Total de espectadores: 0 |            |                     |                  |            |            |                |               |                   |            |

| Jornada 22               | Jornada 22 | Jornada 22         | Jornada 22                   | Jornada 22     | Jornada 22 | Jornada 22     | Jornada 22    | Jornada 22        | Jornada 22 |
| Local                    | Resultado  | Visitante          | Estadio                      | Fecha          | Hora       | Espectadores   | Señal abierta | Señal restringida |            |
| ------------------------ | ---------- | ------------------ | ---------------------------- | -------------- | ---------- | -------------- | ------------- | ----------------- | ---------- |
| Municipal Grecia         | 2 - 5      | A. D. San Carlos   | Allen Riggioni               | 10 de junio    | 12:30      | Puerta cerrada |               |                   |            |
| A. D. R. Jicaral         | 2 - 2      | L. D. Alajuelense  | Asociación Cívica Jicaraleña | 10 de junio    | 15:00      | Puerta cerrada |               |                   |            |
| C. S. Herediano          | 1 - 1      | Pérez Zeledón      | Rosabal Cordero              | 10 de junio    | 15:00      | Puerta cerrada |               |                   |            |
| La U Universitarios      | 2 - 0      | Deportivo Saprissa | "Cuty" Monge                 | 10 de junio    | 18:30      | Puerta cerrada |               |                   |            |
| C. S. Cartaginés         | 0 - 0      | Guadalupe F. C.    | "Fello" Meza                 | 10 de junio    | 20:00      | Puerta cerrada |               |                   |            |
| Santos de Guápiles       | —          | Limón F. C.        | Ebal Rodríguez               | No se programó |            | Puerta cerrada |               |                   |            |
| Total de goles: 15       |            |                    |                              |                |            |                |               |                   |            |
| Total de espectadores: 0 |            |                    |                              |                |            |                |               |                   |            |

## Fase final

### Cuadro de desarrollo
|  | Semifinales                            | Semifinales                            | Semifinales                            | Semifinales                            | Semifinales                            |   |    | Final de segunda ronda                 | Final de segunda ronda                 | Final de segunda ronda                 | Final de segunda ronda                 | Final de segunda ronda                 |  |
|  | 14 de junio (ida) 17 de junio (vuelta) | 14 de junio (ida) 17 de junio (vuelta) | 14 de junio (ida) 17 de junio (vuelta) | 14 de junio (ida) 17 de junio (vuelta) | 14 de junio (ida) 17 de junio (vuelta) |   |    | 24 de junio (ida) 29 de junio (vuelta) | 24 de junio (ida) 29 de junio (vuelta) | 24 de junio (ida) 29 de junio (vuelta) | 24 de junio (ida) 29 de junio (vuelta) | 24 de junio (ida) 29 de junio (vuelta) |  |
|  |                                        |                                        |                                        |                                        |                                        |   |    |                                        |                                        |                                        |                                        |                                        |  |
|  |                                        |                                        |                                        |                                        |                                        |   |    |                                        |                                        |                                        |                                        |                                        |  |
|  | 1°                                     | Saprissa                               | 4                                      | 2                                      | 6                                      |   |    |                                        |                                        |                                        |                                        |                                        |  |
|  | 1°                                     | Saprissa                               | 4                                      | 2                                      | 6                                      |   |    |                                        |                                        |                                        |                                        |                                        |  |
|  | 4°                                     | Cartaginés                             | 0                                      | 3                                      | 3                                      |   |    |                                        |                                        |                                        |                                        |                                        |  |
|  | 4°                                     | Cartaginés                             | 0                                      | 3                                      | 3                                      |   | C1 | Saprissa                               | 2                                      | 1                                      | 3                                      |                                        |  |
|  |                                        |                                        |                                        |                                        |                                        |   | C1 | Saprissa                               | 2                                      | 1                                      | 3                                      |                                        |  |
|  |                                        |                                        | C2                                     | Alajuelense                            | 0                                      | 0 | 0  |                                        |                                        |                                        |                                        |                                        |  |
|  | 2°                                     | Herediano                              | C2                                     | Alajuelense                            | 0                                      | 0 | 0  | 0                                      | 0                                      | 0                                      |                                        |                                        |  |
|  | 2°                                     | Herediano                              |                                        |                                        |                                        |   |    | 0                                      | 0                                      | 0                                      |                                        |                                        |  |
|  | 3°                                     | Alajuelense                            | 2                                      | 0                                      | 2                                      |   |    |                                        |                                        |                                        |                                        |                                        |  |
|  | 3°                                     | Alajuelense                            | 2                                      | 0                                      | 2                                      |   |    |                                        |                                        |                                        |                                        |                                        |  |
|  |                                        |                                        |                                        |                                        |                                        |   |    |                                        |                                        |                                        |                                        |                                        |  |

### Semifinales
- El gol de visitante es criterio de desempate

#### Saprissa - Cartaginés
| 14 de junio de 2020, 11:00 | C. S. Cartaginés | 0:4 (0:0) | Deportivo Saprissa                                          | Estadio "Fello" Meza, Cartago                      |                                                    |
|                            |                  | Reporte   | Barrantes 62' · Rodríguez 66' · Bolaños 72' · Venegas 89' · | Asistencia: Sin espectadores Árbitro(s): Hugo Cruz | Asistencia: Sin espectadores Árbitro(s): Hugo Cruz |

| 17 de junio de 2020, 17:00 | Deportivo Saprissa | 2:3 (1:2) (Global 6:3) | C. S. Cartaginés          | Estadio Ricardo Saprissa, Tibás, San José                |                                                          |
|                            | Bolaños 23', 67' · | Reporte                | Hernández 17', 37', 89' · | Asistencia: Sin espectadores Árbitro(s): Ricardo Montero | Asistencia: Sin espectadores Árbitro(s): Ricardo Montero |

#### Herediano - Alajuelense
| 14 de junio de 2020, 19:00 | L. D. Alajuelense          | 2:0 (1:0) | C. S. Herediano | Estadio Morera Soto, Alajuela                         |                                                       |
|                            | López 30' · Lassiter 74' · | Reporte   |                 | Asistencia: Sin espectadores Árbitro(s): Allen Quirós | Asistencia: Sin espectadores Árbitro(s): Allen Quirós |

| 17 de junio de 2020, 20:30 | C. S. Herediano | 0:0 (Global 0:2) | L. D. Alajuelense | Estadio Rosabal Cordero, Heredia                               |                                                                |
|                            |                 | Reporte          |                   | Asistencia: Sin espectadores Árbitro(s): Juan Gabriel Calderón | Asistencia: Sin espectadores Árbitro(s): Juan Gabriel Calderón |

### Final Segunda Fase
- Gol de visitante es criterio de desempate
- Debido al aumento de casos de contagios provocados por el Covid-19, este viernes 19 de junio el Ministerio de Salud anunció la suspensión indefinida del Campeonato de Fútbol, sin embargo, la UNAFUT indicó que el juego de ida fue reprogramado para el miércoles 24 de junio y la vuelta para el 29 de junio.

#### Deportivo Saprissa - Alajuelense
| 24 de junio de 2020, 20:30 | L. D. Alajuelense | 0:2 (0:2) | Deportivo Saprissa                            | Estadio Morera Soto, Alajuela                         |                                                       |
|                            |                   | Reporte   | - Ariel Rodríguez 12' - Esteban Rodríguez 26' | Asistencia: Sin espectadores Árbitro(s): Allen Quirós | Asistencia: Sin espectadores Árbitro(s): Allen Quirós |

| 29 de junio de 2020, 20:30 | Deportivo Saprissa   | 1:0 (0:0) (Global 3:0) | L. D. Alajuelense | Estadio Ricardo Saprissa, Tibás, San José                      |                                                                |
|                            | - Mariano Torres 67' | Reporte                |                   | Asistencia: Sin espectadores Árbitro(s): Juan Gabriel Calderón | Asistencia: Sin espectadores Árbitro(s): Juan Gabriel Calderón |

|                            |
| Campeón Deportivo Saprissa |
| 35.to título               |

## Estadísticas

### Máximos goleadores

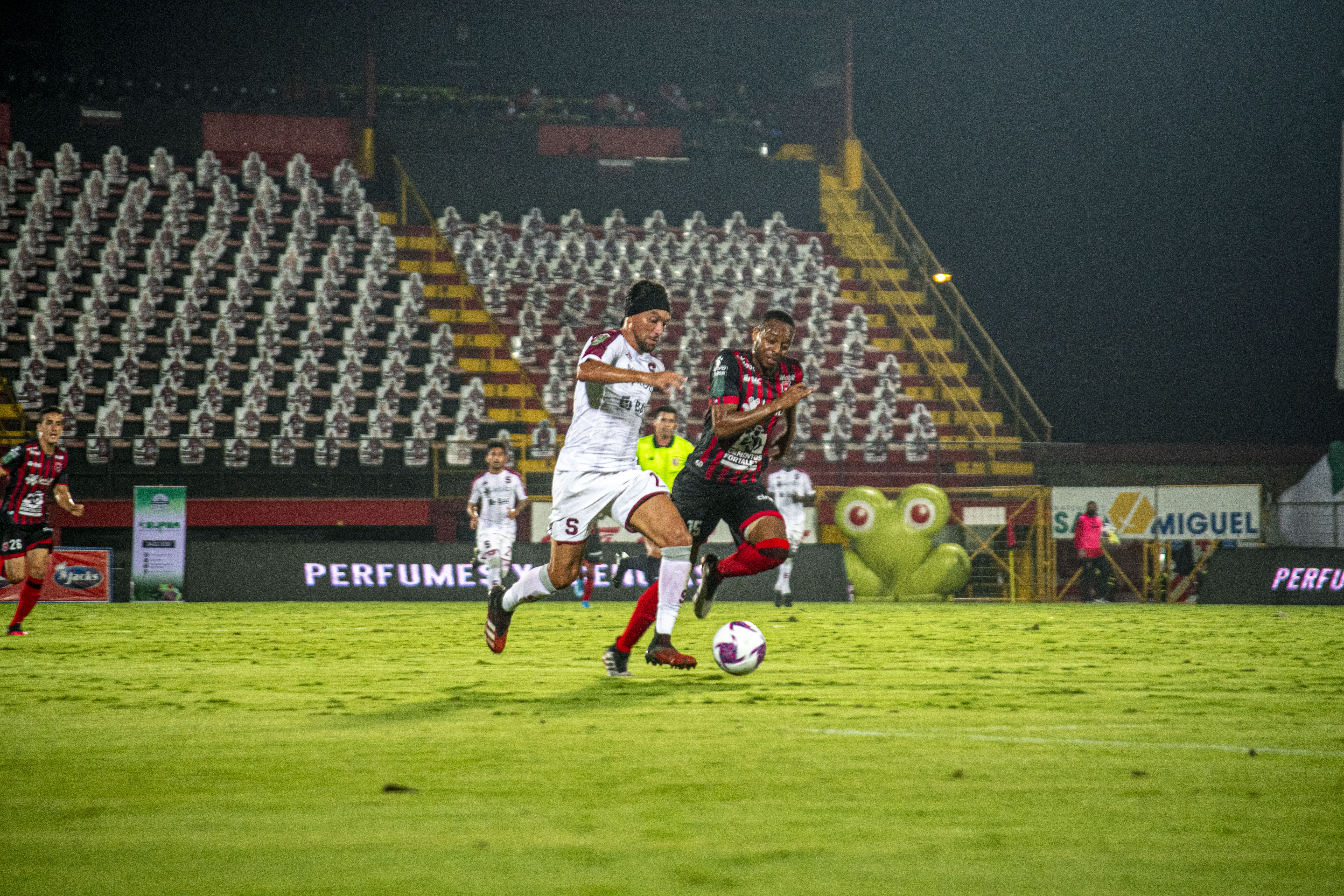
Christian Bolaños disputa el balón con Júnior Díaz en la final de ida

Lista con los máximos goleadores de la competencia.
Datos actualizados a 10 de junio de 2020 y según página oficial.
| Núm. | Pos.           | Jugador                | Equipo              | Goles |
| ---- | -------------- | ---------------------- | ------------------- | ----- |
| 1.º  | Centrocampista | Christian Bolaños      | Deportivo Saprissa  | 18    |
| 2.º  | Delantero      | Marcel Hernández       | C. S. Cartaginés    | 17    |
| 3.º  | Delantero      | Julio Cruz             | A. D. San Carlos    | 13    |
| 4.º  | Delantero      | Hernán Fener           | La U Universitarios | 11    |
| 4.º  | Delantero      | Javon East             | Santos de Guápiles  | 11    |
| 4.º  | Centrocampista | Jorman Aguilar         | A. D. San Carlos    | 11    |
| 7.º  | Delantero      | Ariel Lassiter         | L. D. Alajuelense   | 9     |
| 7.º  | Delantero      | Jonathan Moya          | L. D. Alajuelense   | 9     |
| 7.º  | Delantero      | Yendrick Ruiz          | C. S. Herediano     | 9     |
| 9.º  | Centrocampista | Freddy Álvarez         | A. D. R. Jicaral    | 8     |
| 9.º  | Delantero      | Jurgens Montenegro     | A. D. R. Jicaral    | 8     |
| 9.º  | Defensa        | Keilor Soto            | Pérez Zeledón       | 8     |
| 13.º | Delantero      | Ariel Rodríguez        | Deportivo Saprissa  | 7     |
| 14.º | Delantero      | Alonso Martínez        | Guadalupe F. C.     | 6     |
| 14.º | Delantero      | Anthony Contreras      | Municipal Grecia    | 6     |
| 14.º | Delantero      | Bryan Rojas            | C. S. Herediano     | 6     |
| 14.º | Centrocampista | Gerson Torres          | C. S. Herediano     | 6     |
| 14.º | Delantero      | Jonathan McDonald      | L. D. Alajuelense   | 6     |
| 18.º | Centrocampista | Alexander López        | L. D. Alajuelense   | 5     |
| 18.º | Centrocampista | Bryan López            | Santos de Guápiles  | 5     |
| 18.º | Centrocampista | Joshua Navarro         | Pérez Zeledón       | 5     |
| 18.º | Centrocampista | Verny Scott            | La U Universitarios | 5     |
| 22.º | Delantero      | Aldo Magaña            | Municipal Grecia    | 4     |
| 22.º | Delantero      | César Elizondo         | Pérez Zeledón       | 4     |
| 22.º | Centrocampista | Cristopher Núñez       | C. S. Cartaginés    | 4     |
| 22.º | Delantero      | Frank Zamora           | Guadalupe F. C.     | 4     |
| 22.º | Centrocampista | Jeikel Venegas         | C. S. Cartaginés    | 4     |
| 22.º | Centrocampista | Mariano Torres         | Deportivo Saprissa  | 4     |
| 22.º | Centrocampista | Nextalí Rodríguez      | C. S. Herediano     | 4     |
| 29.º | Centrocampista | Álvaro Sánchez         | Municipal Grecia    | 3     |
| 29.º | Delantero      | Arturo Campos          | Guadalupe F. C.     | 3     |
| 29.º | Centrocampista | Din John Arias         | Guadalupe F. C.     | 3     |
| 29.º | Centrocampista | Esteban Ramírez        | A. D. San Carlos    | 3     |
| 29.º | Delantero      | Johan Venegas          | Deportivo Saprissa  | 3     |
| 29.º | Defensa        | Jordan Smith           | A. D. San Carlos    | 3     |
| 29.º | Delantero      | Jorge Alejandro Castro | Municipal Grecia    | 3     |
| 29.º | Defensa        | José Gabriel Vargas    | Municipal Grecia    | 3     |
| 29.º | Centrocampista | José Luis Cordero      | Guadalupe F. C.     | 3     |
| 29.º | Delantero      | Manfred Ugalde         | Deportivo Saprissa  | 3     |
| 29.º | Delantero      | Marco Ureña            | L. D. Alajuelense   | 3     |
| 29.º | Centrocampista | Marvin Esquivel        | Limón F. C.         | 3     |
| 29.º | Delantero      | Pedro Báez             | La U Universitarios | 3     |
| 29.º | Delantero      | Starling Matarrita     | Santos de Guápiles  | 3     |
| 29.º | Centrocampista | Walter Chévez          | A. D. R. Jicaral    | 3     |
| 29.º | Delantero      | Yuaycell Wright        | Limón F. C.         | 3     |
| 45.º | Delantero      | Alberth Villalobos     | C. S. Herediano     | 2     |
| 45.º | Centrocampista | Allen Guevara          | L. D. Alajuelense   | 2     |
| 45.º | Delantero      | Andrés Gómez           | Guadalupe F. C.     | 2     |
| 45.º | Delantero      | Andrey Francis         | Limón F. C.         | 2     |
| 45.º | Centrocampista | Anthony López          | L. D. Alajuelense   | 2     |
| 45.º | Delantero      | Asdrúbal Gibbons       | Pérez Zeledón       | 2     |
| 45.º | Centrocampista | Bernald Alfaro         | L. D. Alajuelense   | 2     |
| 45.º | Delantero      | Craig Foster           | Pérez Zeledón       | 2     |
| 45.º | Delantero      | Dylan Flores           | L. D. Alajuelense   | 2     |
| 45.º | Centrocampista | Esteban Cano           | A. D. R. Jicaral    | 2     |
| 45.º | Centrocampista | Jefferson Brenes       | Municipal Grecia    | 2     |
| 45.º | Delantero      | Jefry Valverde         | A. D. R. Jicaral    | 2     |
| 45.º | Centrocampista | Jesús Chaves           | Limón F. C.         | 2     |
| 45.º | Defensa        | Joaquín Aguirre        | C. S. Cartaginés    | 2     |
| 45.º | Centrocampista | Johan Condega          | La U Universitarios | 2     |
| 45.º | Centrocampista | José Leitón            | Municipal Grecia    | 2     |
| 45.º | Delantero      | José Rodolfo Alfaro    | Deportivo Saprissa  | 2     |
| 45.º | Centrocampista | José Sosa              | C. S. Cartaginés    | 2     |
| 45.º | Delantero      | Juan Vicente Solís     | A. D. San Carlos    | 2     |
| 45.º | Centrocampista | Junior Delgado         | Municipal Grecia    | 2     |
| 45.º | Defensa        | Kevin Fajardo          | A. D. R. Jicaral    | 2     |
| 45.º | Defensa        | Keyner Brown           | C. S. Herediano     | 2     |
| 45.º | Defensa        | Leonel Peralta         | Municipal Grecia    | 2     |
| 45.º | Centrocampista | Manfred Russell        | C. S. Cartaginés    | 2     |
| 45.º | Delantero      | Marco Mena             | A. D. San Carlos    | 2     |
| 45.º | Centrocampista | Marvin Angulo          | Deportivo Saprissa  | 2     |
| 45.º | Centrocampista | Michael Barrantes      | Deportivo Saprissa  | 2     |
| 45.º | Centrocampista | Óscar Esteban Granados | C. S. Herediano     | 2     |
| 45.º | Centrocampista | Osvaldo Rodríguez      | Santos de Guápiles  | 2     |
| 45.º | Centrocampista | Randall Azofeifa       | C. S. Herediano     | 2     |
| 45.º | Centrocampista | Randy Chirino          | A. D. San Carlos    | 2     |
| 45.º | Defensa        | Richard Steven         | Municipal Grecia    | 2     |
| 45.º | Defensa        | William Fernández      | A. D. R. Jicaral    | 2     |
| 45.º | Centrocampista | Yeltsin Tejeda         | C. S. Herediano     | 2     |
| 45.º | Defensa        | Yeremy Araya           | Santos de Guápiles  | 2     |
| 80.º | Defensa        | Aarón Salazar          | C. S. Herediano     | 1     |
| 80.º | Defensa        | Adolfo Machado         | L. D. Alajuelense   | 1     |
| 80.º | Centrocampista | Alexander Espinoza     | Limón F. C.         | 1     |
| 80.º | Defensa        | Álvaro Aguilar         | A. D. San Carlos    | 1     |
| 80.º | Defensa        | Alvin Bennett          | Santos de Guápiles  | 1     |
| 80.º | Centrocampista | Andrey Mora            | Guadalupe F. C.     | 1     |
| 80.º | Centrocampista | Anthony Mata           | Pérez Zeledón       | 1     |
| 80.º | Defensa        | Ariel Soto             | C. S. Herediano     | 1     |
| 80.º | Centrocampista | Arley Sandí            | A. D. R. Jicaral    | 1     |
| 80.º | Centrocampista | Barlon Sequeira        | L. D. Alajuelense   | 1     |
| 80.º | Delantero      | Carlos Soza            | A. D. R. Jicaral    | 1     |
| 80.º | Delantero      | Chimdum Mez            | Santos de Guápiles  | 1     |
| 80.º | Defensa        | Cristian Reyes         | C. S. Herediano     | 1     |
| 80.º | Delantero      | Daniel Quirós          | La U Universitarios | 1     |
| 80.º | Defensa        | Dario Delgado          | Guadalupe F. C.     | 1     |
| 80.º | Centrocampista | David Guzmán           | Deportivo Saprissa  | 1     |
| 80.º | Delantero      | David Ramírez          | Deportivo Saprissa  | 1     |
| 80.º | Centrocampista | Diego Estrada          | C. S. Cartaginés    | 1     |
| 80.º | Centrocampista | Diego Madrigal         | A. D. San Carlos    | 1     |
| 80.º | Defensa        | Edder Nelson           | La U Universitarios | 1     |
| 80.º | Centrocampista | Edder Solórzano        | C. S. Cartaginés    | 1     |
| 80.º | Centrocampista | Esteban Rodríguez      | Deportivo Saprissa  | 1     |
| 80.º | Centrocampista | Fabrizio Ramírez       | C. S. Herediano     | 1     |
| 80.º | Centrocampista | Francisco Flores       | A. D. R. Jicaral    | 1     |
| 80.º | Centrocampista | Gabriel Leiva          | Pérez Zeledón       | 1     |
| 80.º | Centrocampista | Guillermo Brooks       | Limón F. C.         | 1     |
| 80.º | Delantero      | Harry Rojas            | Municipal Grecia    | 1     |
| 80.º | Centrocampista | Jefferson Rivera       | Limón F. C.         | 1     |
| 80.º | Defensa        | Jemark Hernández       | Santos de Guápiles  | 1     |
| 80.º | Defensa        | Jorge Gutiérrez        | A. D. R. Jicaral    | 1     |
| 80.º | Centrocampista | José Leiva             | La U Universitarios | 1     |
| 80.º | Defensa        | Joseph Bolaños         | Municipal Grecia    | 1     |
| 80.º | Delantero      | Jossimar Méndez        | Santos de Guápiles  | 1     |
| 80.º | Defensa        | Jhamir Ordain          | Pérez Zeledón       | 1     |
| 80.º | Centrocampista | Juan Bustos            | A. D. San Carlos    | 1     |
| 80.º | Centrocampista | Juan Pablo Arguedas    | Municipal Grecia    | 1     |
| 80.º | Defensa        | Juan Diego Madrigal    | Santos de Guápiles  | 1     |
| 80.º | Defensa        | Júnior Díaz            | L. D. Alajuelense   | 1     |
| 80.º | Centrocampista | Kareem McLean          | Limón F. C.         | 1     |
| 80.º | Defensa        | Kevin Sancho           | La U Universitarios | 1     |
| 80.º | Defensa        | Lautaro Araya          | Guadalupe F. C.     | 1     |
| 80.º | Defensa        | Lemark Hernández       | La U Universitarios | 1     |
| 80.º | Centrocampista | Luis Miguel Valle      | La U Universitarios | 1     |
| 80.º | Delantero      | Nicolás Azofeifa       | L. D. Alajuelense   | 1     |
| 80.º | Defensa        | Orlando Galo           | C. S. Herediano     | 1     |
| 80.º | Centrocampista | Pablo Azcurra          | Pérez Zeledón       | 1     |
| 80.º | Defensa        | Roberto Córdoba        | A. D. San Carlos    | 1     |
| 80.º | Centrocampista | Ronaldo Araya          | C. S. Cartaginés    | 1     |
| 80.º | Defensa        | Rudy Dawson            | A. D. San Carlos    | 1     |
| 80.º | Defensa        | Ryan Bolaños           | C. S. Cartaginés    | 1     |
| 80.º | Defensa        | Sebastián González     | Guadalupe F. C.     | 1     |
| 80.º | Delantero      | Steven Williams        | Santos de Guápiles  | 1     |
| 80.º | Defensa        | William Quirós         | C. S. Cartaginés    | 1     |
| 80.º | Defensa        | Yonaiker Mora          | A. D. R. Jicaral    | 1     |
| 80.º | Centrocampista | Yoserth Hernández      | Limón F. C.         | 1     |
| 80.º | Centrocampista | Youstin Salas          | Municipal Grecia    | 1     |

#### Tripletes o más
Jugadores que marcaron tres o más goles en un solo partido.
| Fecha         | Jugador            | Goles                     | Local         |  | Resultado |  | Visitante  | Jornada     |
| ------------- | ------------------ | ------------------------- | ------------- |  | --------- |  | ---------- | ----------- |
| 11 de enero   | Alonso Martínez    | 77', 89', 90+1'           | Guadalupe     |  | 5 - 0     |  | La U       | 1           |
| 5 de febrero  | Javon East         | 13', 47' (pen.), 64'      | Santos        |  | 5 - 2     |  | San Carlos | 7           |
| 22 de febrero | Christian Bolaños  | 7', 33' (pen.), 56'       | Saprissa      |  | 3 - 1     |  | La U       | 11          |
| 1 de marzo    | Hernán Fener       | 32', 52', 67'             | La U          |  | 3 - 0     |  | Guadalupe  | 12          |
| 1 de marzo    | Jorman Aguilar     | 50', 70', 87'             | Saprissa      |  | 5 - 3     |  | San Carlos | 12          |
| 7 de marzo    | Julio Cruz         | 78', 89', 90+3'           | Pérez Zeledón |  | 0 - 4     |  | San Carlos | 14          |
| 14 de marzo   | Jonathan Moya      | 16', 18', 58' (pen.), 74' | Alajuelense   |  | 6 - 1     |  | La U       | 15          |
| 15 de marzo   | Jurgens Montenegro | 45', 68', 70', 81'        | Jicaral       |  | 6 - 2     |  | Santos     | 15          |
| 10 de junio   | Julio Cruz         | 35', 75', 81'             | Grecia        |  | 2 - 5     |  | San Carlos | 22          |
| 17 de junio   | Marcel Hernández   | 18', 37', 89'             | Saprissa      |  | 2 - 3     |  | Cartaginés | Semifinales |

#### Autogoles
A continuación se detallan los autogoles marcados a lo largo de la temporada.
| Fecha         | Jugador            | Minuto | Local         |  | Resultado |  | Visitante  | Jornada |
| ------------- | ------------------ | ------ | ------------- |  | --------- |  | ---------- | ------- |
| 5 de febrero  | Joaquín Aguirre    | 40'    | Jicaral       |  | 2 - 1     |  | Cartaginés | 7       |
| 5 de febrero  | Marcos Meneses     | 22'    | Pérez Zeledón |  | 1 - 1     |  | Guadalupe  | 7       |
| 13 de febrero | Francisco Ramírez  | 3'     | Pérez Zeledón |  | 3 - 3     |  | Santos     | 9       |
| 1 de marzo    | Patrick Pemberton  | 29'    | Saprissa      |  | 5 - 3     |  | San Carlos | 12      |
| 7 de marzo    | William Quirós     | 26'    | Saprissa      |  | 3 - 1     |  | Cartaginés | 14      |
| 15 de marzo   | Shaquille Coronado | 49'    | Jicaral       |  | 6 - 2     |  | Santos     | 15      |
| 20 de mayo    | Juan Pablo Fallas  | 63'    | La U          |  | 1 - 3     |  | Santos     | 16      |
| 23 de mayo    | Alvin Bennett      | 7'     | Santos        |  | 2 - 4     |  | Saprissa   | 17      |

### Asistencia y recaudación
Datos con la cantidad total de espectadores y recaudación al cierre de las jornadas. Después de la fecha 15, todos los partidos fueron sin espectadores.
Datos actualizados a 19 de mayo de 2020 y según página oficial Archivado el 7 de febrero de 2019 en Wayback Machine..
| Equipo              | Asistencia | Recaudación      |
| ------------------- | ---------- | ---------------- |
| Deportivo Saprissa  | 75 987     | ₡ 105 019 070.81 |
| L. D. Alajuelense   | 47 543     | ₡ 61 344 247.78  |
| C. S. Herediano     | 28 611     | ₡ 58 521 575.22  |
| C. S. Cartaginés    | 13 901     | ₡ 37 839 784.67  |
| A. D. San Carlos    | 11 948     | ₡ 17 235 091.00  |
| Pérez Zeledón       | 8 765      | ₡ 17 646 017.69  |
| Limón F. C.         | 6 493      | ₡ 23 280 000.00  |
| Santos de Guápiles  | 6 277      | ₡ 12 148 000.00  |
| Guadalupe F. C.     | 4 681      | ₡ 6 934 000.00   |
| A. D. R. Jicaral    | 3 901      | ₡ 11 039 851.00  |
| La U Universitarios | 2 365      | ₡ 4 451 000.00   |
| Municipal Grecia    | 1 762      | ₡ 5 086 797.12   |
| Gran total          | 212 234    | ₡ 360 545 435.29 |